# Gareth Emery
Gareth Emery (Southampton, Engleska, 18. srpnja 1980.) je engleski trance DJ i producent.

## Životopis
Gareth Emery rođen je u Southamptonu, a trenutno živi u Manchesteru. Posljednjih nekoliko godina postao je jedan od značajnijih svjetskih trance DJ-a. Otkad se 2006. godine pojavio na ljestvici 100 najboljih DJ-a časopisa DJ Magazine na 34. mjestu, svake sljedeće godine je napredovao te je 2010. godine zauzeo sedmo mjesto najboljih svjetskih DJ-a.
Do sada je objavio tri miks CD-a, dok je svoj debitantski album Northern Lights objavio krajem 2010. godine. Album je bio poprilično uspješan, a kritike su bile uglavnom pozitivne.

## Diskografija
- FiveAM Sessions (2005.)
- The Podcast Annual 2007 (2007.)
- The Sound Of Garuda (2009.)
- Northern Lights (2010.)

## Vanjske poveznice
- Službena stranica
- Gareth Emery na YouTube-u